# Upton Warren
Upton Warren är en ort och civil parish i Storbritannien.   Den ligger i grevskapet Worcestershire och riksdelen England, i den södra delen av landet, 160 km nordväst om huvudstaden London. Upton Warren ligger 55 meter över havet och antalet invånare är 291.
Terrängen runt Upton Warren är platt. Runt Upton Warren är det ganska tätbefolkat, med 179 invånare per kvadratkilometer. Närmaste större samhälle är Worcester, 15,0 km sydväst om Upton Warren. Trakten runt Upton Warren består till största delen av jordbruksmark.